# Utódok 3.
Az Utódok 3. (eredeti cím: Descendants 3) 2019-ben bemutatott egész estés amerikai televíziós musical film, amely az Utódok 2. című film folytatása. A filmet Kenny Ortega rendezi, aki az első két részt is rendezte és koreografálta. A főbb szerepekben Dove Cameron, Cameron Boyce, Sofia Carson, Booboo Stewart, Sarah Jeffery, Mitchell Hope és China Anne McClain látható.
Amerikában a Disney Channel mutatta be 2019. augusztus 2-án. Magyarországon 2019. október 11-én mutatta be a Disney Csatorna.  A tévéfilm gyártója a Disney Channel,
A film Cameron Boyce utolsó szereplése, a 2019-ben bekövetkezett tragikus halálának következtében. Az alkotók az ő emlékének ajánlják a filmet.

## Cselekmény
A film cselekménye Mal (Dove Cameron), Evie (Sofia Carson), Jay (Booboo Swetart) és Carlos (Cameron Boyce) bonyodalmas tervével kezdődik: új komiszokat visznek Auradonba. De Audrey (Sarah Jaffery) – nem palástolva féltékenységét Malre – ellopja a koronát és Demona jogarát. Gonosz varázslatot uszít Auradonra, melyet csak Hádész parazsa tud elpusztítani. Időközben fény derül Mal édesapjának személyazonosságára, mely kisebb bonyodalmat szül. Uma, Harry és Gill ravaszul átjutnak a varázskapun, amit már oly rég terveztek. A történet végére egyértelművé válik, ki tud túllépni sötét múltján és kit csábít el a gonoszság. Végül megoldást találva az évtizedeken át tartó problémájukra, közös nevezőre jutnak.

## Szereplők
| Szereplő          | Színész               | Magyar hang          | Mese                      | Mesebeli szülő                |
| ----------------- | --------------------- | -------------------- | ------------------------- | ----------------------------- |
| Mal               | Dove Cameron          | Bogdányi Titanilla   | Csipkerózsika             | Demóna és Hádész              |
| Carlos            | Cameron Boyce         | Bogdán Gergő         | Száz meg egy kiskutya     | Szörnyella de Frász           |
| Jay               | Booboo Stewart        | Baráth István        | Aladdin                   | Jafar                         |
| Evie              | Sofia Carson          | Kardos Eszter        | Hófehérke és a hét törpe  | Boszorka                      |
| Uma               | China Anne McClain    | Csifó Dorina         | A kis hableány            | Ursula                        |
| Ben király        | Mitchell Hope         | Czető Roland         | A szépség és a szörnyeteg | Belle és Szörnyeteg           |
| Harry Hook        | Thomas Doherty        | Ágoston Péter        | Pán Péter                 | James Hook kapitány           |
| Jane              | Brenna D'Amico        | Laudon Andrea        | Hamupipőke                | Tündérkeresztanya             |
| Doug              | Zachary Gibson        | Márkus Sándor        | Hófehérke és a hét törpe  | Kuka                          |
| Chad              | Jedidiah Goodacre     | Szatory Dávid        | Hamupipőke                | Hamupipőke és Szőke herceg    |
| Audrey            | Sarah Jeffrey         | Gulás Fanni          | Csipkerózsika             | Csipkerózsika és Fülöp herceg |
| Gil               | Dylan Playfair        | Figeczky Bence       | A szépség és a szörnyeteg | Gaston                        |
| Szörnyeteg        | Dan Payne             | Szabó Sipos Barnabás | A szépség és a szörnyeteg | -                             |
| Belle             | Keegan Connor Tracy   | Hámori Eszter        | A szépség és a szörnyeteg | -                             |
| Dizzy             | Anna Cathcart         | Pál Zsófia           | Hamupipőke                | Drizella                      |
| Tündérkeresztanya | Melanie Paxson        | Kelemen Kata         | Hamupipőke                | -                             |
| Leah királynő     | Judith Maxie          | Gruber Zita          | Csipkerózsika             | -                             |
| Haver             | Bobby Moynihan (hang) | Szokol Péter         | -                         | -                             |
| Mostoha           | Linda Ko              | Sági Tímea           | Hamupipőke                | -                             |
| Celia             | Jadah Marie           | Károlyi Lili         | A hercegnő és a béka      | Dr. Facilier                  |
| Dr. Facilier      | Jamal Sims            | Kisfalusi Lehel      | A hercegnő és a béka      | -                             |
| Hadész            | Cheyenne Jackson      | Posta Victor         | Herkules                  | -                             |
| Squeaky           | Christian Convrey     | Maszlag Bálint       | Pán Péter                 | Mr. Smee                      |
| Squirmy           | Luke Roessler         | Draskóczy Balázs     | Pán Péter                 | Mr. Smee                      |
| Mr. Smee          | Faustino Di Bauda     | Nem szólal meg       | Pán Péter                 | -                             |